# Río Corentín
El río Corentín, también llamado Courantyne, Corentyne o Corantijn, es un río costero del norte de Sudamérica. El río tiene sus orígenes en las montañas Acarai y fluye en dirección norte por aproximadamente 724 km entre Guyana y Surinam, desembocando en el océano Atlántico cerca a Corriverton, Guyana y Nieuw Nickerie, Surinam. Un servicio de transbordador opera entre estas dos poblaciones.
La ribera occidental del río constituye la frontera entre Guyana y Surinam, pero Guyana disputa esta situación basándose en la doctrina del thalweg. 
El río es navegable para pequeños barcos marítimos en un tramo de unos 70 km, desde la boca hasta los rápidos de Orealla, en Guyana.